# سن کاسیانو
سن کاسیانو (به ایتالیایی: San Cassiano) یک کومونه در ایتالیا است که در استان لچه واقع شده‌است.

## خصوصیات
سن کاسیانو ۸٫۵۵ کیلومترمربع مساحت و ۲٬۱۴۸ نفر جمعیت دارد.